# John Halsey
John Halsey (c. 1662-1708) fue un corsario británico y posteriormente pirata que estuvo activo en los océanos Atlántico e Índico a principios del siglo XVIII. Aunque se desconoce gran parte de su vida y carrera, está registrado en Historia general de los robos y asesinatos de los más famosos piratas que lo describe la siguiente manera: "Era valiente en su persona, cortés con todos sus prisioneros, vivió amado y murió arrepentido por su propio pueblo. Su tumba fue hecho en un jardín de sandías y cercado con Palisades para evitar que los cerdos salvajes lo desarraiguen.

## Biografía
Nacido en Boston, Provincia de Massachusetts, Reino de Inglaterra, se convirtió en corsario al servicio del Reino de Gran Bretaña al mando del bergantín Charles de 10 cañones durante la Guerra de Sucesión Española, o Guerra de la Reina Ana como se la conocía en las colonias americanas, y asaltó flotas pesqueras francesas en Terranova. Luego navegó a Fayal en las Azores y posteriormente a las Islas Canarias donde atacó barcos españoles en ruta a Barcelona durante 1704. Durante el viaje, varios de sus hombres desertaron mientras desembarcaba a su teniente en Cabo Verde. Sin embargo, se les fueron devueltos por el gobernador portugués, quien reconoció la validez de su encargo de corsario. A finales de 1704 y principios de 1705, estaba en el Caribe, atacando Caracas, Venezuela, junto con Adrián Claver y otros corsarios.
Sin embargo, cuando su patente de corso expiró al año siguiente, se dedicó a la piratería y navegó a Madagascar. Mientras atravesaba el Cabo de Buena Esperanza y se adentraba en la Bahía de Saint-Augustin en busca de agua, madera y otras provisiones, recogió a varios marineros náufragos del perdido Degrave, anteriormente bajo el mando del Capitán Young. Dejando Saint-Augustin, navegó hacia el Mar Rojo en busca de los barcos del tesoro que el Imperio Mogol operaba en el Océano Índico.
A finales de 1706, el Charles vio un gran barco neerlandés que el se negó a atacar, reacio a ofender a una potencia europea. Su tripulación condenó al capitán y a su artillero por cobardía y los relevó de sus puestos. La tripulación, que supuso que el barco era un mercante solitario, siguió adelante con su ataque sólo para descubrir, mientras se acercaban a su víctima prevista, que el barco neerlandés estaba bien armado. Disparó un tiro de advertencia hacia el Charles, que hirió a un miembro de la tripulación que manejaba el timón, además de quitar el cañón giratorio y dañar gravemente la gavia. El ataque neerlandés tomó por sorpresa a la tripulación y muchos huyeron a la bodega del barco. A pesar de los daños, el Charles escapó y Halsey fue reinstalado como comandante poco después.
Después de capturar a dos comerciantes costeros frente a las islas Nicobar en febrero de 1707, navegó hacia el estrecho de Malaca. Le fue mal debido a la baja moral de la tripulación tras el incidente del barco neerlandés.
Al regresar a Madagascar, reclutó hombres adicionales, incluido su intendente Nathaniel North. Al navegar hacia Moca, se encontró con un escuadrón británico formado por cinco buques de guerra poco después de entrar en el Mar Rojo en agosto de 1707. A pesar de enfrentarse a 62 cañones combinados, Halsey decidió enfrentarse a la flota británica y, después de obligar a la más grande a huir, los buques de guerra restantes se dispersaron y Halsey capturó dos de los buques de guerra, junto con £ 50.000 en dinero y cargamento.
Tras su regreso a Madagascar en enero de 1708, su flotilla quedó prácticamente destruida por un huracán. Falleció poco después de fiebre. David Williams fue elegido capitán de la captura final de Halsey, el escocés Neptune, aunque se perdió casi de inmediato en el huracán.

## Otras lecturas
- Pringle, Patricio. Jolly Roger: La historia de la gran era de la piratería. Nueva York: Publicaciones Courier Dover, 2001. ISBN 0-486-41823-5
- Rogozinski, Jan. ¡Piratas!: Bandidos, bucaneros y corsarios en la realidad, la ficción y la leyenda. Nueva York: Da Capo Press, 1996. ISBN 0-306-80722-X
- Rogozinski, Jan. Honor entre ladrones: el capitán Kidd, Henry Every y la democracia pirata en el Océano Índico. Mechanicsburg, Pensilvania: Stackpole Books, 2000. ISBN 0-8117-1529-9
- Seitz, Don Carlos, Howard F. Gospel y Stephen Wood. Bajo la bandera negra: las hazañas de los piratas más notorios. Mineola, Nueva York: Publicaciones Courier Dover, 2002. ISBN 0-486-42131-7